# 木村資生
木村資生（日语：／ Kimura Motoo，1924年11月13日—1994年11月13日），日本生物学家。他因提出分子水平的中性演化理论和对理论群体遗传学的完善而闻名于科学界。他的《分子演化的中性理论》（The Neutral Theory of Molecular Evolution）被认为自达尔文的《物种起源》之后的最伟大的演化理论巨著之一。詹姆斯·F·克罗将木村资生和古斯塔夫·马莱科视为现代演化综论三人（J·B·S·霍尔丹、休厄尔·赖特、罗纳德·费雪）之后最伟大的演化遗传学家。

## 生平和工作
木村于1924年11月13日出生于日本爱知县岡崎市的一个富商家庭。木村从小对植物和数学有着浓厚的兴趣。中学毕业后，他进入京都大学学习植物学，并自学很高水平的数学；期间，他还常去木原均的实验室里学习。木村从京都大学农学院毕业后，到木原均的实验室里学习细胞遗传学。在这期间，木村在朋友的影响下学习了统计物理裡的扩散理论，并潜心研读休厄尔·赖特（Sewall Wright）的著作。他深受赖特著作的影响，并立志成为像赖特一样的学者。1949年，木原均推荐木村到新建立的位于三岛市的日本国立遗传学研究所工作。
1953年夏天，木村取得富布赖奖学金去美国留学，他先到艾奥瓦州立学院（也就是后来发展为艾奥瓦大学），之后在克罗（James F. Crow）的支持下转到威斯康星大学学习群体遗传学。此时，刚从芝加哥大学退休的休沃·怀特也来到威斯康星大学工作。木村很受赖特欣赏，并被邀请每周讨论群体遗传学的问题。在赖特的指导下，木村在群体遗传学上进步很快。1956年6月，木村在威斯康星大学取得博士学位，旋即回到国立遗传学研究所继续他的群体遗传学研究。1954－1956年期间是木村学术生涯的的第一个黄金时期，他在赖特的指导和与克罗的合作中做了许多卓有成效的工作，并完善了扩散理论在群体遗传学中的应用，为他以后的中性演化理论奠基了扎实的数学基础。
二战后，日本国内的生活还是比较艰苦，木村也是如此，但他还是坚持留在日本，继续他的群体遗传学的研究。1967年，木村接收了刚从北卡罗来纳州立大学生物统计系毕业的太田朋子。太田朋子为木村做了许多很好的计算工作，最经典的就是演化过程中氨基酸的替换速率的估算。通过对生物数据的详细分析，木村在1968年提出了分子水平的中性演化假说：在分子水平上大部分突变并没有被自然选择淘汰，自然选择对它们呈中性，群体中的中性等位基因的固定（fixation）是通过突变的随机漂变的平衡来实现的，他们的存活下来的概率是随机的（“运气”问题），而不是受到选择作用而留下来。中性假说完善了赖特的遗传漂变理论，并给木村早年和克罗提出有限位点模型（infinite site model）找到了实际的生物学依据。在木村提出中性演化假说之后，一大批木村的追随者和木村一道不断努力完善中性演化理论，并使其成为新兴分子数据分析的利器。1962年－1972年是木村学术生涯的第二个高潮。1970年，他与克罗合写的《理论群体遗传学引论》引导了许多人投身于群体遗传学。
进入1980年代后，木村的在不断完善中性演化理论和长期的争论中，身体情况越来越差。1983年，木村完成划时代的巨著《分子演化的中性理论》。之后，木村他的身体状况变得很差，渐渐离开科研的第一线。1994年11月13日，饱受疾病困扰的木村于七十岁生日宴会后在家中摔倒，头部受创，停止了呼吸。

## 影响和评价
木村資生提出中性演化学说打破了以达尔文的自然选择学说一统天下的格局，在当时引起学术学界的相当大的反响。随着生物学科的发展和大规模物种的基因组测序工作的展开，中性学说在得到更多数据的支持，其正确、有效将得到更好的认识。
木村資生提出中性理论学说后，一直致力于该理论的推广和完善，他培养和影响了一大批日本学者从事群体遗传的研究，比如根井正利、太田朋子、高畑尚之、丸山毅夫等人。木村后期点古板和固执，以至有些显得有点过头了；他和反对他理论的人很少交往，太田朋子提出了近中性突变理论他也对之不热衷。木村的晚年很难和同行沟通，除了克罗和太田能和他沟通以外，很多人觉得他太敏感了。

## 榮譽
- 1968年　日本學士院獎
- 1974年　文化勳章
- 1976年　文化功勞者
- 1987年　朝日獎
- 1987年　美國John J. Carty Award for the Advancement of Science
- 1988年　國際生物學獎
- 1992年　达尔文奖章